# Klaus Lindenberger
Klaus Lindenberger (Linz, 28 de mayo de 1957) es un exfutbolista austriaco que actuaba como guardameta. También ejerció como entrenador en el LASK Linz.
Jugó 43 partidos con la selección nacional de Austria entre 1982 y 1990.

## Carrera
- 1979-1988 : LASK Linz
- 1988-1991 : FC Swarovski Tirol
- 1991-1993 : FC Linz

## Selección
Hizo su debut con la selección de fútbol de Austria en un partido amistoso en abril de 1982 contra Checoslovaquia y participó en dos ediciones de la Copa Mundial de la FIFA: España 1982 e Italia 1990. Disputó 43 encuentros, jugando su último partido internacional en agosto de 1990 contra Suiza.